# Liste der Monuments historiques in Charleville-sous-Bois
Die Liste der Monuments historiques in Charleville-sous-Bois führt die Monuments historiques in der französischen Gemeinde Charleville-sous-Bois auf.

## Liste der Bauwerke
| Bezeichnung                      | Beschreibung                                             | Standort              | Kennzeichnung | Schutzstatus | Datum | Bild           |
| -------------------------------- | -------------------------------------------------------- | --------------------- | ------------- | ------------ | ----- | -------------- |
| Château de Charleville-sous-Bois | Schloss, 1775 erbaut; mit Garten und Wirtschaftsgebäuden | Rue du Château (Lage) | PA00125533    | Inscrit      | 1993  | weitere Bilder |